# ミラージュ (ホテル)
ザ・ミラージュ（The Mirage）は、アメリカ合衆国ネバダ州パラダイスのラスベガス・ストリップにあるカジノホテルである。
スティーヴ・ウィンの建設により、8億ドルの建設費を投じて1989年にオープンした。南国のパラダイスをテーマとしてデザインされたザ・ミラージュは、サーカス・サーカスやシーザーズ・パレスなどのテーマホテルに続き、ラスベガス・ストリップのテーマパーク化に拍車をかける存在となった。
しかし2021年12月、MGM社はハードロック・インターナショナルに当施設を売却。ミラージュは維持され、2024年7月17日閉鎖。今後2027年5月までに新しいハードロック・ラスベガスに生まれ変わる予定。

## 特徴

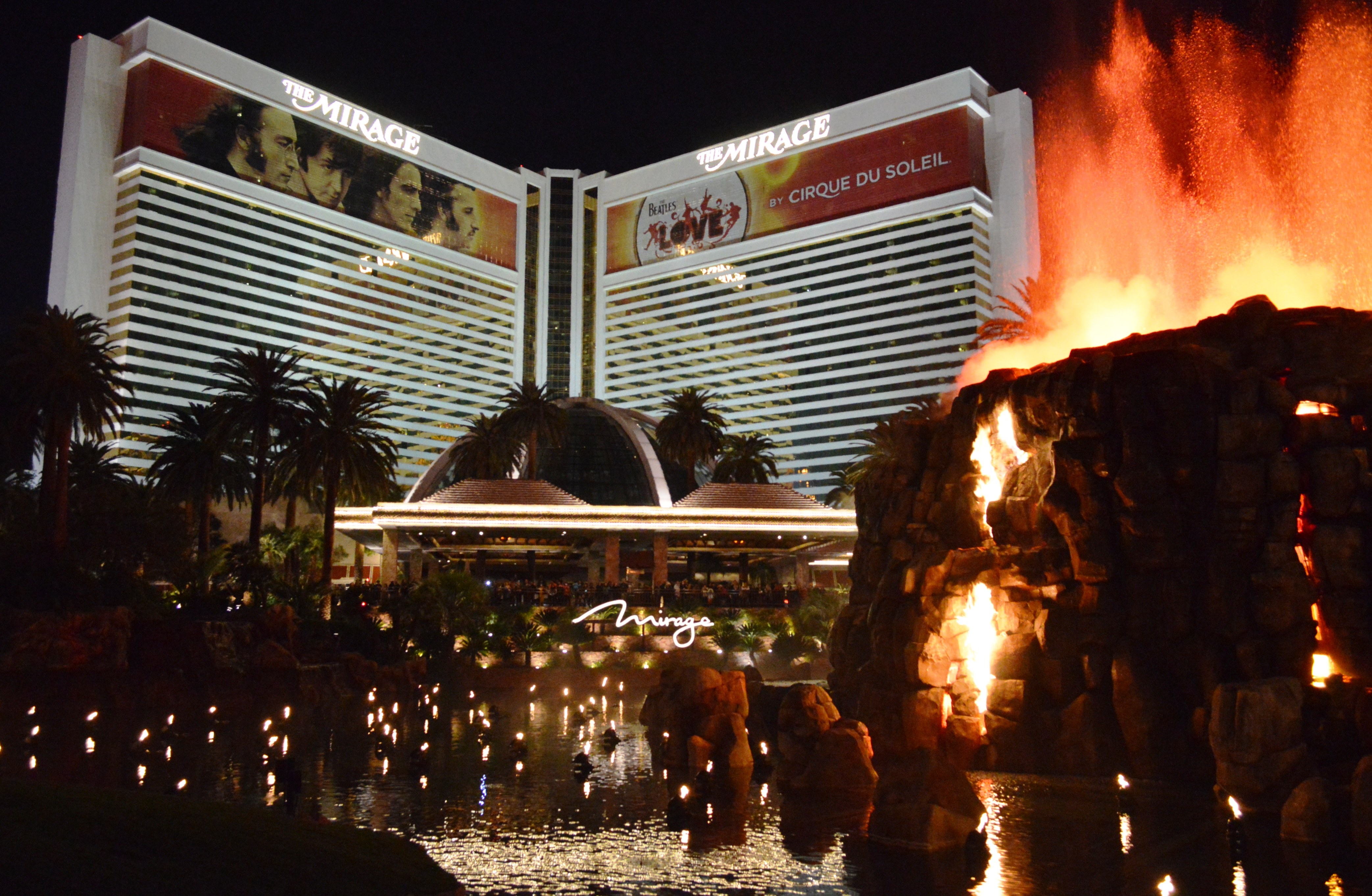
火山ショー

当時の一般的なホテル・カジノに比べて、ザ・ミラージュの顧客に優しいサービス体制は画期的だった。従来のホテル・カジノが訪れたお客をできるだけ長くカジノフロアに滞在させ、他のホテルに行かせないかという観点に立って設計されていたのに対し、ザ・ミラージュは出入りがしやすい動線を考えて設計され、他の施設を含めてラスベガス全体を楽しめるように工夫されている。その事によって、無理なく家族全員をターゲットとして迎えることが可能となった。お客のニーズを融通し合うことで生まれる相乗効果によって安定を図る思想は、その後に建てられた多くのホテル・カジノのスタンダードとなった。
ホテルの前では、無料アトラクションの火山ショー(The Volcano)が毎晩行われている。このショーは毎日夕夜間に1日2回ないし3回行われ、宿泊者以外も無料で見る事ができるため多くの客が訪れる。